# Rodrigo Neri
Rodrigo Antonio Neri González (Miami, Florida; 12 de mayo de 2005) es un futbolista estadounidense que juega como delantero en el club Atlanta United 2 de la MLS Next Pro.

## Carrera temprana
Nacido en Miami (Florida, Estados Unidos), Neri ingresó en la cantera del Atlético de Madrid procedente del Alcorcón en 2021.

## Selección nacional
Neri ha representado a Estados Unidos en categorías inferiores. También es elegible para representar a Venezuela.